# Noah Porter
Noah Porter (Farmington, 14 dicembre 1811 – New Haven, 4 marzo 1892) è stato un filosofo statunitense.
Ministro della Chiesa congregazionalista, fu predicatore nel Connecticut e nel Massachusetts dal 1836 al 1846. Docente di filosofia morale e metafisica dal 1846 alla Yale University, ne divenne preside nel 1871 fino al 1886.
Porter concepì l'epistemologia come una scienza che deriva dallo studio della psicologia. Il manifesto del suo pensiero è raccolto in Human Intellect (1868).